# Fernando Mamede
Fernando Eugénio Pacheco Mamede (Beja, 1 november 1951) is een voormalige Portugese atleet, die gespecialiseerd was in de lange afstand. Samen met Carlos Lopes was hij een van de beste Portugese langeafstandslopers aller tijden. Hij had van 1984 tot 1989 het wereldrecord op de 10.000 m in handen. Ook nam hij driemaal deel aan de Olympische Spelen, maar won hierbij geen medailles.
Mamede is in Nederland geen onbekende. Zo won hij in 1986 de Dam tot Damloop in een tijd van 45.14.

## Titels
- Portugees kampioen 800 m - 1973
- Portugees kampioen 1500 m - 1976, 1979, 1983
- Portugees kampioen 10.000 m - 1977, 1979, 1980, 1981
- Portugees kampioen veldlopen (lange afstand) - 1979, 1980, 1981, 1983, 1985, 1986

## Persoonlijke records
| Onderdeel | Prestatie | Datum             | Plaats    |
| --------- | --------- | ----------------- | --------- |
| 400 m     | 48,2      | 1971              |           |
| 800 m     | 1.47,45   | 1972              |           |
| 1500 m    | 3.37,98   | 29 juli 1976      | Montreal  |
| 5000 m    | 13.08,54  | 17 september 1983 | Tokio     |
| 10.000 m  | 27.13,81  | 2 juli 1984       | Stockholm |

## Palmares

### 10.000 m
- 1983:  Europacup C - 27.32,85
- 1983: 14e WK - 28.18,39
- 1985:  Europacup C - 28.28,66

### 9 km
- 1983:  Corrida van Houilles - 26.32
- 1984:  Corrida van Houilles - 26.06
- 1985:  Corrida van Houilles - 26.12

### 10 Eng. mijl
- 1986:  Dam tot Damloop - 45.14
- 1987: 7e Dam tot Damloop - 46.58

### veldlopen
- 1981:  WK veldlopen (lange afstand) - 35.09